# Orange County (North Carolina)
Orange County ist ein County im Bundesstaat North Carolina der Vereinigten Staaten. Der Verwaltungssitz (County Seat) ist Hillsborough, das nach dem Earl of Hillsborough benannt wurde.

## Geographie
Das County liegt etwas nördlich des geographischen Zentrums von North Carolina, ist im Norden etwa 40 km von Virginia entfernt und hat eine Fläche von 1039 Quadratkilometern, wovon 4 Quadratkilometer Wasserfläche sind. Es grenzt im Uhrzeigersinn an folgende Countys: Person County, Durham County, Chatham County, Alamance County und Caswell County.
Orange County ist in sieben Townships aufgeteilt: Bingham, Cedar Grove, Chapel Hill, Cheeks, Eno, Hillsborough und Little River.

## Geschichte
Orange County wurde im Jahr 1752 gebildet. Benannt wurde es entweder nach Wilhelm V. Batavus Prinz von Oranien, dem Sohn von Prinz Wilhelm IV. von Oranien und Anna von England, die Tochter von König Georg II. von Großbritannien war, oder König Wilhelm III.

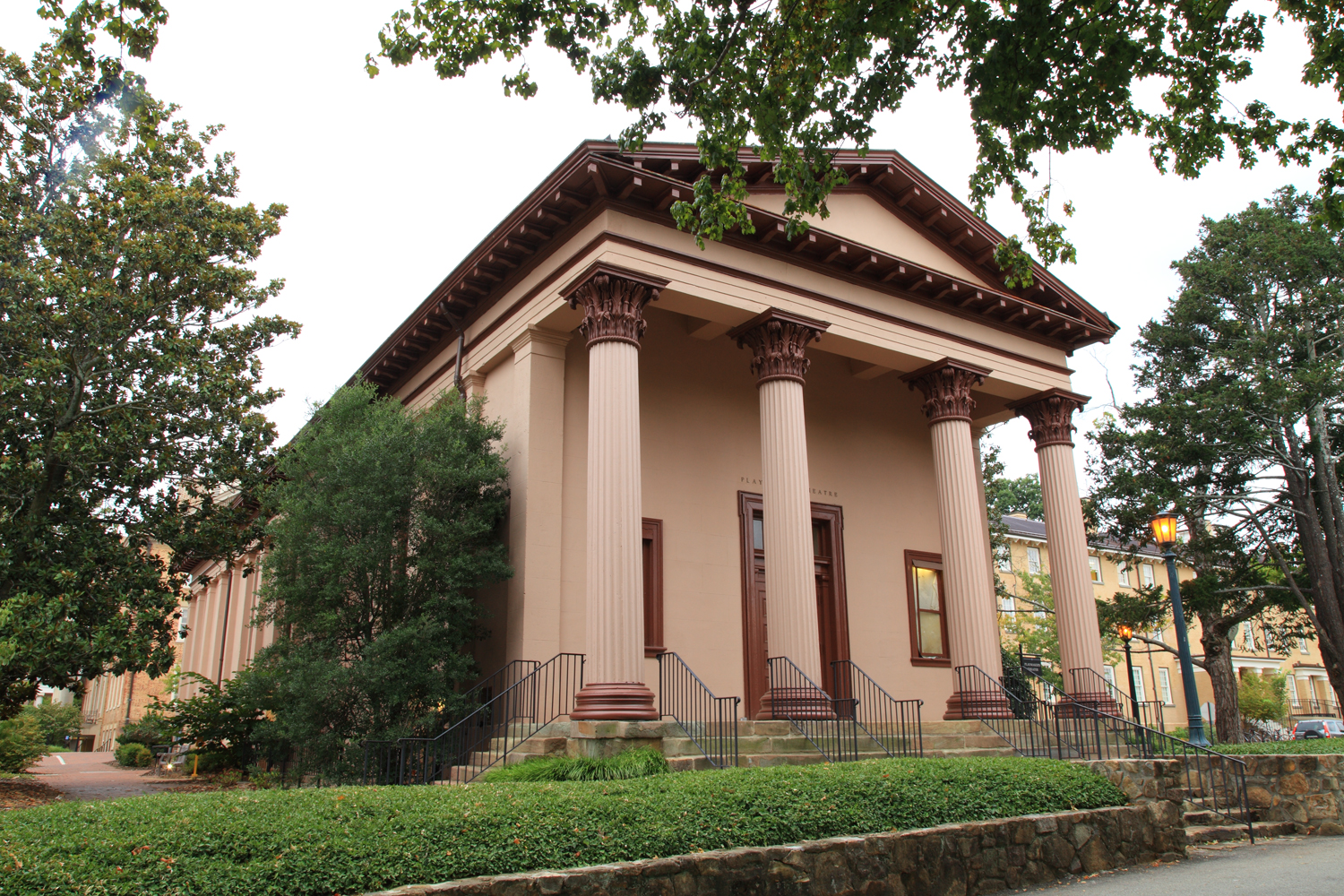
Das Playmakers Theatre (2010)

Im County liegen drei National Historic Landmarks, das Nash-Hooper House, das Universitätsgebäude Old East und das Playmakers Theatre. 48 Bauwerke und Stätten des Countys sind insgesamt im National Register of Historic Places eingetragen (Stand 10. März 2018).

## Demografische Daten
Nach der Volkszählung im Jahr 2000 lebten im Orange County 118.227 Menschen. Davon wohnten 9.943 Personen in Sammelunterkünften, die anderen Einwohner lebten in 45.863 Haushalten und 26.141 Familien. Die Bevölkerungsdichte betrug 114 Einwohner pro Quadratkilometer. Ethnisch betrachtet setzte sich die Bevölkerung zusammen aus 78,05 Prozent Weißen, 13,79 Prozent Afroamerikanern, 0,39 Prozent amerikanischen Ureinwohnern, 4,10 Prozent Asiaten, 0,02 Prozent Bewohnern aus dem pazifischen Inselraum und 1,96 Prozent aus anderen ethnischen Gruppen; 1,71 Prozent stammten von zwei oder mehr Ethnien ab. 4,46 Prozent der Bevölkerung waren spanischer oder lateinamerikanischer Abstammung.
Von den 45.863 Haushalten hatten 28,3 Prozent Kinder unter 18 Jahren, die bei ihnen lebten. 44,6 Prozent davon waren verheiratete, zusammenlebende Paare, 9,4 Prozent waren allein erziehende Mütter und 43,0 Prozent waren keine Familien. 28,1 Prozent waren Singlehaushalte und in 6,1 Prozent lebten Menschen mit 65 Jahren oder älter. Die Durchschnittshaushaltsgröße betrug 2,36 und die durchschnittliche Familiengröße war 2,95 Personen.
20,3 Prozent der Bevölkerung waren unter 18 Jahre alt. 21,0 Prozent zwischen 18 und 24 Jahre, 29,9 Prozent zwischen 25 und 44 Jahre, 20,4 Prozent zwischen 45 und 64, und 8,4 Prozent waren 65 Jahre alt oder Älter. Das Durchschnittsalter betrug 30 Jahre. Auf alle weibliche Personen kamen 90,1 männliche Personen. Auf alle Frauen im Alter von 18 Jahren oder darüber kamen 86,7 Männer.
Das jährliche Durchschnittseinkommen eines Haushalts betrug 42.372 US-Dollar und das jährliche Durchschnittseinkommen einer Familie betrug 59.874 USD. Männer hatten ein durchschnittliches Einkommen von 39.298 USD gegenüber den Frauen mit 31.328 USD. Das Prokopfeinkommen betrug 24.873 USD. 14,1 Prozent der Bevölkerung und 6,2 Prozent der Familien lebten unterhalb der Armutsgrenze, darunter 9,0 Prozent der Kinder und Jugendlichen unter 18 Jahren und 7,4 Prozent der Senioren ab 65 Jahren.